# Jasienica Rosielna (gmina)
Jasienica Rosielna – gmina wiejska w województwie podkarpackim, w powiecie brzozowskim.
Siedziba gminy to Jasienica Rosielna.

## Historia
Gmina do roku 1928 nosiła nazwę Jasienica. Nazwę gminy Jasienica w ówczesnym powiecie brzozowskim, województwie lwowskim na „Jasienica Rosielna” zmienił Minister Spraw Wewnętrznych Felicjan Sławoj Składkowski obwieszczeniem z dnia 28 września 1928.
Na początku 1939 tytułami honorowego obywatelstwa gminy zostali wyróżnieni: Ignacy Mościcki, Edward Śmigły-Rydz, Felicjan Sławoj Składkowski, Eugeniusz Kwiatkowski.
W latach 1975–1998 gmina położona była w województwie krośnieńskim.
Według danych z 30 czerwca 2004 gminę zamieszkiwało 7330 osób.

## Struktura powierzchni
Według danych z roku 2002 gmina Jasienica Rosielna ma obszar 57,55 km², w tym:
- użytki rolne: 62%
- użytki leśne: 28%

Gmina stanowi 10,65% powierzchni powiatu.

## Demografia

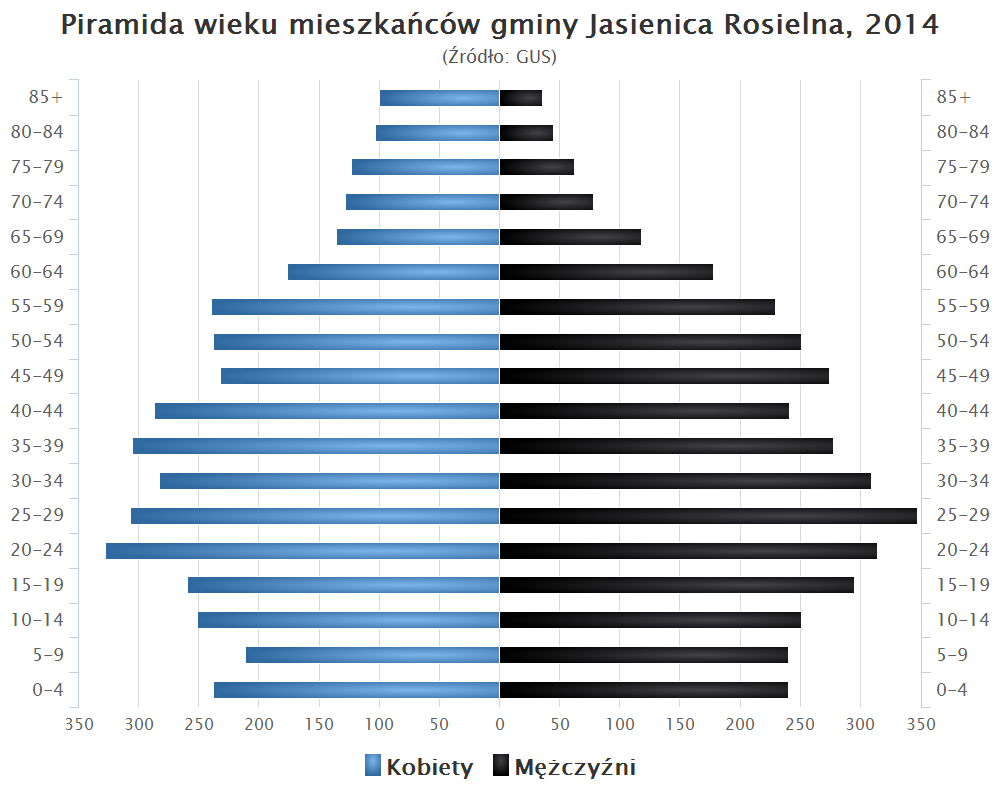
Piramida wieku mieszkańców gminy Jasienica Rosielna w 2014 roku

Dane z 30 czerwca 2004:
| Opis                              | Ogółem | Ogółem | Kobiety | Kobiety | Mężczyźni | Mężczyźni |
| --------------------------------- | ------ | ------ | ------- | ------- | --------- | --------- |
| jednostka                         | osób   | %      | osób    | %       | osób      | %         |
| populacja                         | 7330   | 100    | 3747    | 51,1    | 3583      | 48,9      |
| gęstość zaludnienia (mieszk./km²) | 127,4  | 127,4  | 65,1    | 65,1    | 62,3      | 62,3      |

## Sołectwa
Jasienica Rosielna, Blizne, Orzechówka, Wola Jasienicka.

## Sąsiednie gminy
Brzozów, Domaradz, Haczów, Korczyna